# Оксаліплатин
Оксаліплатин (лат. Oxaliplatinum) — синтетичний лікарський препарат, який за своєю хімічною структурою є комплексною сполукою платини. Оксаліплатин застосовується виключно внутрішньовенно. Оксаліплатин уперше синтезований у лабораторії Нагойського університету в Японії під керівництвом професора Йосінорі Кідані в 1976 році Пізніше препарат розпочала виробляти компанія «Debiopharm», яка передала патент на препарат компанії «Sanofi», яка й продовжила випуск препарату під торговою маркою «Елоксатин».

## Фармакологічні властивості
Оксаліплатин — синтетичний лікарський засіб, який за своєю хімічною структурою є комплексною сполукою платини. Механізм дії препарату подібний до алкілюючих протипухлинних засобів, та полягає у дії препарату на ДНК клітин злоякісних пухлин, що призводить до зшивки ниток ДНК, що порушує її структуру та пригнічує синтез ДНК, унаслідок чого відбувається зупинка мітозу пухлинних клітин, гальмування росту пухлини, а в кінцевому підсумку — апоптоз пухлинних клітин. Оксаліплатин застосовується для лікування різних видів злоякісних пухлин, найчастіше раку яєчника та колоректальному раку, в комбінації з 5-фторурацилом і фолієвою кислотою, проводяться дослідження ефективності застосування оксаліплатину при інших видах злоякісних пухлин. При застосуванні схем із використанням оксаліплатину при раку яєчника і колоректальному раку спостерігалась вища або рівнозначна ефективність із застосуванням схем із іншими сполуками платини (цисплатином, карбоплатином) при нижчій токсичності та меншій кількості побічних ефектів.

### Фармакокінетика
Оксаліплатин швидко розподіляється в організмі після внутрішньовенної ін'єкції, біодоступність препарату становить 100 %. Після ін'єкції препарат швидко метаболізується, незмінений препарат не виявляється у плазмі крові до кінця внутрішньовенної інфузії. Препарат зв'язується з еритроцитами та швидко розподіляється по тканинах. Оксаліплатин проникає через плацентарний бар'єр та виділяється в грудне молоко. Метаболізується препарат у печінці із утворенням неактивних метаболітів. Виводиться оксаліплатин із організму переважно із сечею, частково виводиться із калом. Виведення препарату з організму багатофазне, у першій фазі період напіввиведення становить 15—25 хвилин, кінцевий період напіввиведення становить 252—273 години, при нирковій недостатності цей час може значно збільшуватися.

## Покази до застосування
Оксаліплатин застосовують для лікування метастатичного колоректального раку у комбінації з 5-фторурацилом і фолієвою кислотою та раку яєчника.

## Побічна дія
При застосуванні оксаліплатину спостерігається менша кількість побічних ефектів, ніж при застосуванні інших похідних платини цисплатину і карбоплатину. Найчастішими побічними явищами при застосуванні препарату є периферичні нейропатії, лейкопенія, нейтропенія, тромбоцитопенія, анемія, нудота, блювання, діарея. Іншими побічними ефектами препарату є гарячка, шкірний висип та інші шкірні алергічні реакції аж до анафілактичного шоку, алопеція, гострий синдром гортано-глоткової дизестезії (іноді з приступами бронхоспазму, спазму глотки, неприємними відчуттями у грудній клітці, спазмом жувальних м'язів), зниження слуху, зниження зору, порушення функції нирок, підвищення активності ферментів печінки у крові.

## Протипокази
Оксаліплатин протипоказаний при підвищеній чутливості до препарату та інших сполук платини, при вираженому пригніченні функції кісткового мозку, виражених порушенні функції нирок, периферичній сенсорній нейропатії, вагітності та годуванні грудьми, у дитячому віці.

## Форми випуску
Оксаліплатин випускається у вигляді концентрату для приготування розчину для внутрішньовенних інфузій по 2 або 5 мг/мл по 10, 20, 25, 40 і 50 мл; або ліофілізату для приготування розчину для внутрішньовенного введення по 50, 100, 150 або 200 мг.